# دستگاه درونریز
دستگاه درونریز به همراه دستگاه عصبی نقش هماهنگ و تنظیم کردن فعالیت‌های بدن را بر عهده دارد. این دستگاه به کمک هورمون‌های مترشحه از غدد درونریز به انجام وظایف خود می‌پردازد. نقش اساسی هیپوتالاموس و هیپوفیز در تنظیم سایر غدد قایل توجه‌است. مهمترین غدد بدن عبارتند از تیروئید، لوزالمعده، غدد فوق کلیوی، پاراتیروئید و ...